# В стеклянной клетке
«В стеклянной клетке» (исп. Tras el cristal, англ. In a Glass Cage) — триллер испанского режиссёра Агусти Вильяронги, вышедший на киноэкраны в 1987 году. Фильм является режиссёрским дебютом Вильяронги. Съёмки кинокартины, частично финансированные Министерством культуры Испании и правительством Каталонии, были завершены в 1985 году. Под стеклянной клеткой подразумевается аппарат искусственного дыхания, внутри которого находится Клаус, бывший врач-нацист, парализованный после попытки совершить самоубийство.

## Сюжет
Действие фильма открывается сценой, происходящей в Каталонии вскоре после окончания Второй мировой войны. Бывший нацистский доктор Клаус (Гюнтер Майснер) пытается покончить с собой, спрыгнув с крыши дома. К этому поступку его побудило чувство вины (или состояние аффекта) за то, что Клаус замучил до смерти некоего подростка.
В следующей сцене показан Клаус спустя семь лет после прыжка с крыши. Попытка самоубийства оказалась неудачной: он выжил, но остался полностью парализованным. Жизнь в докторе поддерживается при помощи аппарата искусственного дыхания. За Клаусом присматривает жена Грисельда (Мариса Паредес), их юная дочь Рена (Жизель Эчеваррия) и служанка (Имма Коломер). Когда Гризельда оказывается не в состоянии ухаживать за мужем, в доме внезапно появляется симпатичный юноша по имени Анхело (Давид Суст), который предлагает свои услуги в качестве сиделки. Гризельда высказывается против этого, но благодаря вмешательству Клауса, Анхело получает эту работу.
Между тем Анхело не только является одной из бывших жертв Клауса: он также был тайным свидетелем убийства, совершённого доктором, и последовавшим за ним неудачного самоубийства. У Анхело есть дневник Клауса, в котором тот подробно описывает свои злодеяния, включая пытки, убийства и педофилию. Анхело зачитывает Клаусу отрывки из дневника и заявляет, что хочет стать таким, как он. Клаус говорит, что раскаивается в своих злодеяниях. В ответ Анхело раздевается и мастурбирует, декламируя по памяти фрагменты дневника доктора. Эякулировав на лицо Клаусу, Анхело уходит, но тут же возвращается с Грисельдой. Догадавшись о том, что произошло, Грисельда пытается убежать, но Анхело убивает её. На следующий день он увольняет служанку.
Рена не очень озабочена исчезновением матери — она вполне комфортно чувствует себя под опекой Анхело. Между Клаусом и Анхело продолжают развиваться извращённые отношения. Анхело, пытаясь воссоздать жуткую атмосферу концентрационного лагеря, приводит в дом бывшего доктора двух мальчиков, и жестоко убивает их. Опасаясь, что его жизнь и жизнь Рены находятся в опасности, Клаус диктует дочери письмо, в котором просит о помощи, и отправляет девочку в ближайшую деревню. Анхело обнаруживает Рену, догоняет её и возвращает в дом. Через некоторое время Анхело достаёт Клауса из аппарата искусственного дыхания и тот умирает. Анхело занимает его место в аппарате, к нему подходит Рена, целует в лоб, и они оба произносят: «Спасибо тебе, Анхело». Затем Рена забирается на аппарат, садится на него верхом и начинает снимать с себя одежду.

## В ролях
| Актёр            | Роль      |
| ---------------- | --------- |
| Гюнтер Майснер   | Клаус     |
| Давид Суст       | Анхело    |
| Мариса Паредес   | Грисельда |
| Жизель Эчеваррия | Рена      |
| Имма Коломер     | служанка  |

## Культурное значение
По мнению критиков, фильм «В стеклянной клетке» приобрёл негласную репутацию одного из наиболее эмоционально мучительных фильмов, снятых за всю историю мирового кинематографа.
Донато Тотаро (Donato Totaro) относит эту киноленту к жанру «парасинема» (паракинематограф). Парасинема смешивает кинодискурсы и представляет собой видеоряд, в котором присутствуют как черты высокого искусства, так и эксплуатационного кино, фокусируя внимание зрителя на интуитивном эмоционализме. По словам Джоан Хоукинз (Joan Hawkins), парасинема обладает способностью «увлечь, напугать, шокировать, возбудить, или любым иным способом растормошить тело зрителя». Ярчайшими образцами «парасинема» являются: «Андалузский пёс» (1928 г., режиссёры Бунюэль, Сальвадор Дали), «Глаза без лица» (1959 г., реж. Жорж Франжю), «Умереть от наслаждения» (1960 г., реж. Роже Вадим), «Уикенд» (1967 г., реж. Жан-Люк Годар), «В. Р. Мистерии организма» (1971 г., реж. Душан Макавеев), «en:The Act of Seeing with One's Own Eyes» (1972 г., реж. Стэн Брэкидж), «Тело для Франкенштейна» (1973 г., реж. Пол Моррисси), «Одержимая» (1981 г., реж. Анджей Жулавский).
Если рассматривать «В стеклянной клетке» как образец жанра «парасинема», то он представляет собой конгломерацию фильма ужасов и артхауса. Картину можно отнести к жанру ужасов, поскольку двое её основных персонажей совершают отвратительные, бесчеловечные поступки, кульминация которых проявляется в чрезвычайном насилии. Картина является образцом артхауса вследствие неоднозначности её морального и повествовательного аспектов.
В результате того, что в фильме присутствуют темы фашизма (нацизма), половых извращений (педофилия, садизм), гомосексуальности и убийства, некоторые киноведы сравнивают эту кинокартину с такими известными лентами как «Ночной портье» и «Сало, или 120 дней Содома».
Тем не менее, Марша Киндер (Marsha Kinder) в своей книге под названием Spanish cinema, Blood Cinema: The Reconstruction of National Identity in Spain (Испанское кино, кровавое кино: воссоздание национальной идентичности в Испании) предпочитает рассматривать фильм «В стеклянной клетке» в контексте внутриполитической и культурной обстановки, сложившейся в Испании в послевоенные годы. Ссылаясь на работы французского философа, культуролога и литературоведа Рене Жирара, Киндер пишет: «Среди всех ныне живущих наций, теория Жирара (о ритуальном насилии) наиболее применима к испанцам. Именно в Испании жертвоприношение было институализировано корридой, неокатолическим возрождением, эстетикой фашизма, и гламуризировано кровью и смертью».

## Темы
«Обольщение злом»

Кадр из фильма «В стеклянной клетке»: Рена, Клаус, Анхело.

«Обольщение злом» является, по всей видимости, приоритетной темой фильма. Главные персонажи фильма — два психопата. Один — врач-педофил Клаус, который, мучая и убивая мальчиков, получает сексуальное удовольствие. Другой — юный впечатлительный Анхело, который становится последователем Клауса. В этом плане фильм «В стеклянной клетке» напоминает сюжет повести Стивена Кинга под названием «Способный ученик», которая была экранизирована в 1998 году американским режиссёром Брайаном Сингером. В повести (и, соответственно, в фильме) рассказывается история странных отношений, возникших между школьником по имени Тодд Боуден и скрывающимся от возмездия нацистским преступником. Тодд случайно обнаруживает, что его пожилой сосед по имени Артур Денкер, на самом деле является нацистским военным преступником. Тем не менее, школьник не выдаёт немца, а, угрожая разоблачением, заставляет его подробно рассказывать о совершённых преступлениях.
Вуайеризм
Вторая тема дополняет первую, добавляя элемент наблюдения, или, точнее — вуайеризма. В фильме «В стеклянной клетке» акт убийства непременно сопровождается актом подсматривания и скопофилией (получаемым от подсматривания удовольствием). Акт подсматривания показан в первой же сцене фильма, когда Клаус фотографирует свою жертву. Истязаемый — подвешенный за руки мальчик — наблюдает за Клаусом, испытывающим сексуальное возбуждения. В то же время, тайно подглядывающий Анхело возбуждается, наблюдая за Клаусом и его жертвой. Позже Анхело воспроизведёт злодеяния, учинённые Клаусом во время войны, и заставит его за этим наблюдать. Наблюдение за сценой садизма является темой, которая неоднократно воспроизводится в фильме.
Марша Киндер, кроме того, проводит аналогию между Клаусом, неподвижно находящимся в аппарате искусственного дыхания, и зрителем, неподвижно сидящем в зале кинотеатра. Вильяронга подчёркивает эту аллюзию словами одного из персонажей фильма: служанка, глядя на Клауса, лежащего в аппарате искусственного дыхания: «Эта машина раздражает меня. Это похоже на то, как если находишься в кино.» Ещё больше эта кинематографическая аллюзия усиливается, когда Анхело помещает зеркало перед лицом Клауса, чтобы тот мог наблюдать происходящее позади него.

## Дополнительная информация
- 25 мая 2004 года компания Cult Epics издала фильм в DVD-формате. Язык картины — испанский, с английскими субтитрами. DVD включает в себя бонус — интервью с Агусти Вильяронгой, в котором он рассказывает о предыстории и процессе создания фильма.

- По словам Агусти Вильяронги, на создание фильма его вдохновила история Жиля де Ре (1404—1440) — французского барона и сподвижника Жанны д’Арк. В 1440 году Жиль де Ре был арестован по обвинению в совершению преступлений на сексуальной почве. В частности, по утверждениям представителей Католической церкви, Жиль де Ре был виновен в совращении около 800 несовершеннолетних лиц мужского пола.

## Награды
- В 1987 году картина номинировалась в категории «Лучший фильм» в рамках кинофестиваля Фанташпорту, проводимого в португальском городе Порту.
- В 1986 и 1988 году фильм завоевал главные призы на фестивалях Murcia Week of Spanish Cinema и Sant Jordi Awards в номинации «Лучший режиссёрский дебют».